# Ys (serie)
Ys (イース?, Īsu) è una serie di videogiochi di ruolo creata da Nihon Falcom. Il primo titolo della serie, Ys I: Ancient Ys Vanished, fu pubblicato nel 1987 per NEC PC-8801 e ha ricevuto numerose conversioni, remake e seguiti per diverse piattaforme e un adattamento animato.
Originariamente Ys I e il suo seguito, Ys II: Ancient Ys Vanished - The Final Chapter, dovevano costituire un unico titolo. I videogiochi sono stati successivamente distribuiti come Ys I & II. Nel 1995 viene pubblicato il quinto gioco della serie esclusivamente per Super Famicom. Il suo sequel verrà prodotto per Microsoft Windows solamente otto anni dopo, nel 2003.
Nel 2006 viene commercializzato un prequel di Ys I dal titolo Ys Origin, sempre per Windows. Nello stesso anno viene pubblicato lo spin-off Ys Strategy su Nintendo DS. In seguito la serie è proseguita su PlayStation Portable e PlayStation Vita.

## Videogiochi
| Anno      | Serie originale                                                                 | Serie remake                                              | anno                        | | Ordine fabula |
|           |                                                                                 | Ys Origin                                                 | 2006                        | 1. Ys Origin 2. Ys I & II Chronicles Plus 3. Ys X: Nordics 4. Ys: Memories of Celceta 5. Ys: The Oath in Felghana 6. Ys V: Lost Kefin, Kingdom of Sand 7. Ys VIII: Lacrimosa of Dana 8. Ys VI: The Ark of Napishtim 9. Ys Seven 10. Ys IX: Monstrum Nox |               |
| 1987 1988 | Ys I: Ancient Ys Vanished - Omen Ys II: Ancient Ys Vanished - The Final Chapter | Ys I & II Chronicles Plus                                 | 1989 2013                   | 1. Ys Origin 2. Ys I & II Chronicles Plus 3. Ys X: Nordics 4. Ys: Memories of Celceta 5. Ys: The Oath in Felghana 6. Ys V: Lost Kefin, Kingdom of Sand 7. Ys VIII: Lacrimosa of Dana 8. Ys VI: The Ark of Napishtim 9. Ys Seven 10. Ys IX: Monstrum Nox |               |
| 1989      | Ys III: Wanderers from Ys                                                       | Ys: The Oath in Felghana Ys Memoire: The Oath in Felghana | 2005 2023                   | 1. Ys Origin 2. Ys I & II Chronicles Plus 3. Ys X: Nordics 4. Ys: Memories of Celceta 5. Ys: The Oath in Felghana 6. Ys V: Lost Kefin, Kingdom of Sand 7. Ys VIII: Lacrimosa of Dana 8. Ys VI: The Ark of Napishtim 9. Ys Seven 10. Ys IX: Monstrum Nox |               |
| 1993      | Ys IV: Mask of the Sun Ys IV: The Dawn of Ys                                    | Ys: Memories of Celceta Ys: Foliage Ocean in Celceta      | 2012                        | 1. Ys Origin 2. Ys I & II Chronicles Plus 3. Ys X: Nordics 4. Ys: Memories of Celceta 5. Ys: The Oath in Felghana 6. Ys V: Lost Kefin, Kingdom of Sand 7. Ys VIII: Lacrimosa of Dana 8. Ys VI: The Ark of Napishtim 9. Ys Seven 10. Ys IX: Monstrum Nox |               |
| 1995      | Ys V: Kefin, The Lost City of Sand                                              | Ys V: Lost Kefin, Kingdom of Sand                         | 2006                        | 1. Ys Origin 2. Ys I & II Chronicles Plus 3. Ys X: Nordics 4. Ys: Memories of Celceta 5. Ys: The Oath in Felghana 6. Ys V: Lost Kefin, Kingdom of Sand 7. Ys VIII: Lacrimosa of Dana 8. Ys VI: The Ark of Napishtim 9. Ys Seven 10. Ys IX: Monstrum Nox |               |
| 2003      | Ys VI: The Ark of Napishtim                                                     | Ys VI: The Ark of Napishtim                               | Ys VI: The Ark of Napishtim | 1. Ys Origin 2. Ys I & II Chronicles Plus 3. Ys X: Nordics 4. Ys: Memories of Celceta 5. Ys: The Oath in Felghana 6. Ys V: Lost Kefin, Kingdom of Sand 7. Ys VIII: Lacrimosa of Dana 8. Ys VI: The Ark of Napishtim 9. Ys Seven 10. Ys IX: Monstrum Nox |               |
| 2009      | Ys Seven                                                                        | Ys Seven                                                  | Ys Seven                    | 1. Ys Origin 2. Ys I & II Chronicles Plus 3. Ys X: Nordics 4. Ys: Memories of Celceta 5. Ys: The Oath in Felghana 6. Ys V: Lost Kefin, Kingdom of Sand 7. Ys VIII: Lacrimosa of Dana 8. Ys VI: The Ark of Napishtim 9. Ys Seven 10. Ys IX: Monstrum Nox |               |
| 2016      | Ys VIII: Lacrimosa of Dana                                                      | Ys VIII: Lacrimosa of Dana                                | Ys VIII: Lacrimosa of Dana  | 1. Ys Origin 2. Ys I & II Chronicles Plus 3. Ys X: Nordics 4. Ys: Memories of Celceta 5. Ys: The Oath in Felghana 6. Ys V: Lost Kefin, Kingdom of Sand 7. Ys VIII: Lacrimosa of Dana 8. Ys VI: The Ark of Napishtim 9. Ys Seven 10. Ys IX: Monstrum Nox |               |
| 2019      | Ys IX: Monstrum Nox                                                             | Ys IX: Monstrum Nox                                       | Ys IX: Monstrum Nox         | 1. Ys Origin 2. Ys I & II Chronicles Plus 3. Ys X: Nordics 4. Ys: Memories of Celceta 5. Ys: The Oath in Felghana 6. Ys V: Lost Kefin, Kingdom of Sand 7. Ys VIII: Lacrimosa of Dana 8. Ys VI: The Ark of Napishtim 9. Ys Seven 10. Ys IX: Monstrum Nox |               |
| 2023      | Ys X: Nordics                                                                   | Ys X: Proud Nordics                                       | 2025                        | 1. Ys Origin 2. Ys I & II Chronicles Plus 3. Ys X: Nordics 4. Ys: Memories of Celceta 5. Ys: The Oath in Felghana 6. Ys V: Lost Kefin, Kingdom of Sand 7. Ys VIII: Lacrimosa of Dana 8. Ys VI: The Ark of Napishtim 9. Ys Seven 10. Ys IX: Monstrum Nox |               |

### Altri titoli
- Ys Strategy (2006): sviluppato da Future Creates e pubblicato da Marvelous,  spin off tattico.
- Ys Online (2007): MMORPG ambientato in un futuro remoto, disponibile nel corso del 2009, i server chiusi nel 2012.
- Ys VS Sora no Kiseki: Alternative Saga (2010): crossover, con l’altra serie di Falcom, quella Trails/Kiseki, genere picchiaduro.
- Ys vs. Trails in the Sky: Alternative Saga (2025)[4]